# Jalili Fadili
Jalili Fadili (* 30. November 1939 oder 1940 in Mohammédia) ist ein ehemaliger marokkanischer Fußballspieler.

## Sportlicher Werdegang
Fadili spielte zunächst für Chabab Mohammédia, wo er als Teenager Ende der 1950er Jahre in der Wettkampfmannschaft debütierte. Später wechselte der Abwehrspieler zu FAR Rabat, einer der seinerzeit den marokkanischen Fußball dominierenden Mannschaft, und gewann dort mehrfach den Meistertitel in der Botola. 1971 gewann er zudem mit dem Klub den Landespokal, ehe er seine aktive Laufbahn beendete.
Fadili spielte zudem für die marokkanische Nationalmannschaft, mit der er an der Weltmeisterschaftsendrunde 1970 in Mexiko teilnahm. Nach der 1:2-Auftaktniederlage gegen Deutschland kam er bei der 0:3-Niederlage gegen Peru im zweiten Gruppenspiel als Einwechselspieler für Boujemaâ Benkhrif zu seinem Turnierdebüt. Bei abschließenden 1:1-Remis gegen Bulgarien – dem ersten WM-Endrunden-Spiel einer afrikanischen Mannschaft, das nicht verloren wurde – stand er an der Seite von Kacem Slimani, Moulay Khanoussi und Boujemaâ Benkhrif vor Torhüter Mohammed Hazzaz in der Abwehrreihe, die nur einen Gegentreffer durch Dobromir Schetschew zuließ. Mit einem Punkt belegten die Nordafrikaner den letzten Platz der Gruppe.